# まちBBS
まちBBS（まちビービーエス）と、地域情報系電子掲示板の一つである。地方1（西村博之のまちBBS内でのコテハン）が2ちゃんねる内に開設した地域別テーマ板群と、西村が経営していた合資会社東京アクセスが運営していたC-Link!の地方板を、統合して別のサイトとして独立させた経緯がある。現在は西村が新たに立ち上げたサイト『2ch.sc』の一部となっている。

## 概要
かつては匿名掲示板サイト2ちゃんねる（現・5ちゃんねる）内に各地域別掲示板があったが、荒らしが徐々に目立ち始め、爆破予告を書き込んだ利用者が警察に逮捕されるなどの事件があり、全面的に閉鎖された。
2000年9月29日に、利用者の要望を汲み、管理体制を強化した地域掲示板として、2ちゃんねるより独立する形で開設された。また、地域別の掲示板を独立させることで、当時悪いイメージのあった2ちゃんねるとは別にすることで、スポンサーなどを獲得し易くする目的もあった。この試みの為、開設当初は「キーワードに広告リンクが自動挿入される」などの2ちゃんねるにはない独自の広告展開があった。
以上の経緯から、2ちゃんねるのメニューから各地域板へ直接リンクされているものの、2ちゃんねるとは異なるサイトとして扱われている。また、置かれているサーバも別であり、掲示板のスクリプトも別のものである。
運営者（代表者）はかつては地方1（「ひろゆき」こと西村博之）であったが、2009年1月に2ちゃんねるとともにシンガポールのPACKET MONSTER INC.に運営が譲渡された。しかし2ちゃんねるに関する民事裁判の中で、同社は実態のないペーパーカンパニーであると認定されている。
2014年4月11日に、2ちゃんねるの運営に関する騒動に関して、メニューからまちBBSが外されて完全に別サイト扱いとなり、2ちゃんねるのメニューにはそれに代わる形で旧来のように「地域」カテゴリが新設された。同年2月に、2ちゃんねるの管理人が西村からジム・ワトキンスに交代した影響と見られる。旧来の2ちゃんねるには、旧態に退化するように地域別掲示板が設けられたが、これはまちBBSとは別のサイトであり、また西村が新たに立ち上げたサイト『2ちゃんねる(2ch.sc)』のメニューからはまちBBSがリンクされており、また、まちBBSトップの右下には2ch.scのリンクバナーが設置されている。

## 2ちゃんねるとの相違点
- サーバ
かつては西村が経営する東京アクセスが管理していたが、したらばJBBSを管理していた株式会社メディアクリップに移行したのち、現在はPACKET MONSTER INC.が管理している。
- 掲示板のスクリプト
かつて2ちゃんねるで使われていたスクリプトを基に独自拡張しているため、掲示板のURLの表記方法が現在の2ちゃんねるのものと異なっていたり、遊び心のある機能（おみくじ・be等）や特化された投稿規制機能（BBQ・バーボンハウス等）が盛り込まれたことはない。2ちゃんねるでは廃止された赤キャップを使用することができる。sage機能は実装されているが、多くの板で無効に設定されている。
- 管理体制・削除基準
管理・運営の実務は、地方1に承認された各板ごとの管理人が行なっている。基本的な削除ガイドラインは示されているが、実際は地域板ごとの管理人の管理方針の違いがかなりはっきりしており、重複・類似スレッドの存廃や問題のある書き込みへの対応は地域板ごとに異なる。また、地域ごとの特性や、各板の利用者の要望は反映され易い傾向がある。
- 投稿規制
地域板ごとに、NGワードを設定することが可能。
- 書き込み件数
スレッド一本に書き込み可能な件数は以前は300件であったが、2008年3月より地域板ごとの設定により、300件か1000件のいずれかになった。
- クッションページ
まちBBSドメイン外のURLが書き込まれている場合、そのURLをクリックするとクッションページが表示され、そこに表示された参照先URLをクリックして初めて参照先に移動することができる。クッションページには広告は表示されていない。この際のHTTPリファラは、「machi.to/bbs/link.cgi?URL=参照先URL」となる。

## 設置されている板
まちBBSには2013年4月現在、14の地域掲示板、1つの運営系の掲示板が設置されている。これ以外にも拡張計画はあったが（京都板、埼玉板など）、現在は以下のままである。

### まちBBS会議室
【対象】まちBBSのシステム、運営関係を総合的に扱う
【匿名の名前】まちこさん
【レス削除時の表示】以前は透明削除であったが、2012年12月22日から会議室グリーン化計画により「削除」に変更されている
【特徴】会議室グリーン化計画にて、各地域板の削除依頼スレ及び質問要望スレが設けられつつある。
【アドレス】http://www.machi.to/tawara/

### 北海道掲示板
【対象地域】北海道
【匿名の名前】なまら名無し
【レス削除時の表示】透明削除
【特徴】
1. かつて別館として、より詳細な進行を可能とさせた「[リンク切れ]」、及び雑談・馴れ合いを可能とした「[リンク切れ]」が設置されていた。
2. スレッド作成は希望者が依頼してから作成人が作成している。
3. 心霊系スレの進行が他地域板の同種スレッドに比べて早い。
4. 北海道全体をテーマとしながらも、実質は札幌市に関する話題ばかりで進行するスレッドが多い傾向が続いている。

【アドレス】http://hokkaido.machi.to/hokkaidou/

### 東北掲示板
【対象地域】青森県、岩手県、秋田県、宮城県、福島県、山形県
【匿名の名前】ゆきんこ
【レス削除時の表示】まいね
【特徴】各県の雑談スレッドや、道の駅スレなどがある。なお、削除時の表示「まいね」は津軽弁で駄目という意味である。
【アドレス】http://tohoku.machi.to/touhoku/

### 北陸甲信越掲示板
【対象地域】新潟県、富山県、長野県、山梨県、石川県、福井県
【匿名の名前】雪ん子
【レス削除時の表示】（除雪）
【特徴】
1. 別館「北陸甲信越裏掲示板」があり、質問所やチャットが設けられている。また、画像掲示板や、総スレッド数が120を超えている長岡市スレッド集の特設ページもある。
2. 掲示板の配色が他地域板と比較すると、頻繁に変更される。

【アドレス】http://kousinetu.machi.to/kousinetu/

### 関東掲示板
【対象地域】千葉県、埼玉県、茨城県、栃木県、群馬県
【匿名の名前】利根っこ
【レス削除時の表示】2011年秋ごろから、「うっちゃる」に変わる。レス番は残る。以前は透明削除。2014年2月、関東でも記録的な大雪で被害も多かった事から時節ネタで期間限定で「除雪」という表示名に変わっている。
【特徴】まちBBS関東画像掲示板がある。
【アドレス】http://kanto.machi.to/kanto/

### 東京23区掲示板
【対象地域】東京23区、及び東京都に属する島嶼部
【匿名の名前】東京都名無区
【レス削除時の表示】透明削除（以前は夢の島）
【特徴】スレッドを立てるには、希望者が依頼してからいくつかの区ごとに指定された作成人が作成している。
【アドレス】http://tokyo.machi.to/tokyo/

### 東京多摩地区掲示板
【対象地域】東京都多摩地域
【匿名の名前】多摩っこ
【レス削除時の表示】透明削除
【特徴】投稿者のリモートホスト名を長らく表示していなかったが、2007年5月25日から地方1の設定変更によって表示されるようになった。多摩板スレッドリンク集、学校掲示板リンク集、画像掲示板がある。
【アドレス】http://kanto.machi.to/tama/

### 神奈川掲示板
【対象地域】神奈川県
【匿名の名前】神奈さん
【レス削除時の表示】透明削除
【特徴】新規スレッドの作成は管理人が行っている。交通情報や、防災などスレッドがある。
【アドレス】http://kanto.machi.to/kana/

### 東海掲示板
【対象地域】愛知県、静岡県、岐阜県、三重県
【匿名の名前】東海子
【レス削除時の表示】透明削除
【アドレス】http://tokai.machi.to/toukai/

### 近畿掲示板
【対象地域】兵庫県、京都府、奈良県、和歌山県、滋賀県
【匿名の名前】近畿人
【レス削除時の表示】透明削除（以前は「Clear」）
【特徴】新規スレッドの作成は管理人が行っている。
【アドレス】http://kinki.machi.to/kinki/

### 大阪掲示板
【対象地域】大阪府
【匿名の名前】ななしやねん
【レス削除時の表示】なんでやねん
【特徴】新規スレッドの作成は管理人が行っている。投稿者のリモートホスト名を長らく表示していなかったが、2009年5月20日から表示するようになった。
【アドレス】http://kinki.machi.to/osaka/

### 中国掲示板
【対象地域】岡山県、広島県、鳥取県、島根県、山口県
【匿名の名前】名無しなんじゃ
【レス削除時の表示】透明削除（以前は「削除したけえのお」、後に「削除したけん」）
【特徴】
1. 各県の質問スレや、災害関連情報スレがある。
2. これまで、まちBBSで唯一リモートホスト名を表示していなかったが、2010年6月1日より表示を開始した。

【アドレス】http://chugoku.machi.to/cyugoku/

### 四国掲示板
【対象地域】徳島県、香川県、愛媛県、高知県
【匿名の名前】お遍路さん
【レス削除時の表示】大師の杖（以前は透明削除）
【特徴】長らく運営関連のスレが自板内にあったが、現時点でのまちBBS標準仕様の設定に変更されつつある。
【アドレス】http://sikoku.machi.to/sikoku/

### 九州掲示板
【対象地域】福岡県、長崎県、大分県、熊本県、鹿児島県、宮崎県、佐賀県
【匿名の名前】名無しでよか？
【レス削除時の表示】透明削除
【特徴】新規スレッドの作成は管理人が行っている。
【アドレス】http://kyusyu.machi.to/kyusyu/

### 沖縄掲示板
【対象地域】沖縄県
【匿名の名前】ちゅらさん
【レス削除時の表示】ぐそ〜ん
【特徴】1県で独立した掲示板構成であり、市町村の数が他の地域に比べて少ないため、沖縄に関する雑談系のスレッドが多い。
【アドレス】http://okinawa.machi.to/okinawa/

## 禁止行為
- 各板毎に様々だが、例を挙げると「学校毎のスレッド」は、関係者同士の馴れ合い・雑談・私物化・個人情報漏洩・誹謗中傷の巣窟となりやすい上に、在校生やOBなどではないと詳細がわからない書き込みが増えるという管理上の問題、または単純に“膨大な数と成り得る”ため、一部の地域板を除いて禁止されている。禁止の度合いも様々であり、小中高はダメだが大学・専門学校は許可されている板や、それらも全面的に禁止の板がある。

## 嫌われるネタ
- 地域の問題や事件を告発するスレッド・レスは、個人情報漏洩・誹謗中傷・刑事事件・スレ住人同士のトラブル等（特に告発された当事者から告発した者への逆恨みによるお礼参りの危険）の原因になりやすいため事実に基く“正当な内容（あくまで書き込み者の個人の判断）”であっても敬遠されており、禁止されている地域板もある。